# Francisco de Andía Irarrazábal y Zárate
Francisco de Andía Irarrazábal y Zárate, I marqués de Valparaíso (Santiago de Chile, 1576 - Madrid, 5 de octubre de 1659) fue un noble y hombre de estado español.

## Biografía
Fue hijo de Francisco González de Andía-Irarrázabal y Martínez de Aguirre, militar destacado en la conquista de Perú y de Chile, y de Lorenza de Zárate y Recalde.
Participó con el grado de maestre de campo en la toma de La Mamora en 1614, fue veedor general de los tercios de Flandes entre 1615-17 en la guerra de los ochenta años y posteriormente gobernador de la infantería de Andalucía.
En 1625-26 viajó a Canarias por orden de Felipe IV con el título de veedor y reformador; de su gestión en las islas resultó la restitución del cargo de capitán general de Canarias, que había sido suspendido en 1590. A su regreso a la península el barco en el que viajaba fue atacado por los moros, que le mantuvieron cautivo durante seis meses. 
Consejero de estado en 1626, 
gobernador de Orán entre 1628-32, virrey de Navarra entre 1634-37 y capitán general de Galicia entre 1638-42.
Caballero de la orden de Santiago de la que fue trece, obtuvo los títulos de vizconde de Santa Clara de Avedillo en 1628 y marqués de Valparaíso en 1632.
| Predecesor: Cargo suspendido                          | Capitán general de Canarias 1625 - 1626          | Sucesor: Juan de Rivera Zambrana         |
| Predecesor: Antonio Sancho Dávila de Toledo y Colonna | Gobernador de Orán y Mazalquivir 1628 - 1632     | Sucesor: Antonio de Zúñiga y de la Cueva |
| Predecesor: Luis Bravo de Acuña                       | Virrey de Navarra mayo de 1634 - febrero de 1637 | Sucesor: Fernando de Andrade y Sotomayor |
| Predecesor: Pedro Álvarez de Toledo y Leiva           | Capitán general de Galicia 1638 - 1642           | Sucesor: Martín de Redín                 |